# یاسر آفریدی
یاسر آفریدی (انگلیسی: Yasir Afridi؛ زادهٔ ۲۷ ژوئیهٔ ۱۹۸۸) بازیکن فوتبال اهل پاکستان است.
وی همچنین در تیم‌های ملی فوتبال زیر ۲۳ سال پاکستان و پاکستان بازی کرده است.